# 129ª Brigata meccanizzata pesante
La 129ª Brigata meccanizzata pesante autonoma (in ucraino 129-та окрема важка механізована бригада?, 129-ta okrema važka mechanizovana bryhada, unità militare А7224) è un'unità di fanteria meccanizzata delle Forze terrestri ucraine con base a Kryvyj Rih.

## Storia
La brigata è costituita come 129ª Brigata autonoma di difesa territoriale (in ucraino 129-та окрема бригада територіальної оборони?, 129-ta okrema bryhada terytorial'noї oborony) il 10 marzo 2022, in seguito allo scoppio dell'invasione russa dell'Ucraina, sulla base del 101º Battaglione della 108ª Brigata di difesa territoriale. Il 19 agosto il comandante dell'amministrazione militare di Kryvyj Rih Oleksandr Vilkul ha annunciato il reclutamento di nuovo personale per la brigata di difesa territoriale della città. L'amministrazione cittadina è stata particolarmente coinvolta nel supporto alle Forze armate ucraine, fornendo in totale 690 milioni di hrivnie. Di questa cifra, proveniente sia dal bilancio comunale che da finanziatori privati, oltre 250 milioni sono stati destinati alla 129ª Brigata di difesa territoriale.
La brigata ha preso parte alla controffensiva ucraina nella regione di Cherson, combattendo in particolare nell'area settentrionale del fronte e liberando diversi villaggi. Il 14 ottobre le è stata consegnata la bandiera di guerra da parte del presidente ucraino Volodymyr Zelens'kyj. L'unità ha continuato a sostenere l'avanzata dell'esercito regolare fino alla completa liberazione della città di Cherson e della sponda destra del Dnepr avvenuta con il ritiro delle forze russe l'11 novembre. È rimasta schierata nella regione anche nei mesi successivi, in seguito al trasferimento in Donbass della quasi totalità delle brigate precedentemente impiegate in questo settore. Il 14 ottobre 2022 la brigata ha ricevuto la bandiera di guerra da parte del presidente ucraino Volodymyr Zelens'kyj. A partire da febbraio 2023 la brigata è stata gradualmente trasferita nella oblast' di Zaporižžja, in particolare presso Orichiv, a sostegno della 108ª Brigata di difesa territoriale.
Il 7 giugno 2023, durante le prime fasi della controffensiva ucraina, il 7º Battaglione "Arej" dell'Esercito Volontario Ucraino aggregato alla brigata ha liberato il villaggio di Neskučne in seguito allo sfondamento operato a sud di Velyka Novosilka dalla 37ª Brigata fanteria di marina. Il 27 luglio il battaglione ha cooperato con la 35ª Brigata fanteria di marina durante la liberazione di Staromajors'ke. A partire da ottobre la brigata ha preso parte alla battaglia di Avdiïvka, venendo schierata a nord della città.
All'inizio del 2024 il 7º Battaglione "Arej" è stato riorganizzato all'interno della brigata, diventando il 253º Battaglione di difesa territoriale e includendo anche la Brigata Normanna, unità della Legione internazionale; il 12 febbraio è stato invece riorganizzato come battaglione d'assalto. Nel giugno 2024, in seguito alla legge ucraina che ha permesso ad alcune categorie di detenuti di prestare volontariamente servizio nell'esercito, la 129ª Brigata di difesa territoriale è stata una delle unità ad integrarne un certo numero nei propri ranghi, sia all'interno del 253º Battaglione d'assalto che costituendo il nuovo Battaglione "Škval". Inoltre, nell'ambito della riforma delle Forze di difesa territoriale, è stata trasferita alle Forze terrestri. A settembre elementi della brigata hanno preso parte all'offensiva ucraina nell'oblast' di Kursk; alla fine del mese hanno respinto un contrattacco effettuato da un battaglione della 40ª Brigata fanteria di marina presso il villaggio di Plechovo, a sud di Sudža, infliggendo diverse perdite ai reparti meccanizzati avversari. All'inizio di ottobre hanno nuovamente respinto diversi assalti russi, condotti in questa occasione da elementi dell'810ª Brigata fanteria di marina.
Nel luglio 2025 l'unità è stata riorganizzata come brigata meccanizzata pesante, facendo seguito alla 125ª, 127ª e 128ª Brigata, ed è stata assegnata al 15º Corpo d'armata.

## Struttura
- Comando di brigata[25]
- 235º Battaglione di difesa territoriale (unità militare A4060)[26]
- 236º Battaglione di difesa territoriale (unità militare A4067)[27]
- 237º Battaglione di difesa territoriale (unità militare A4082)[28]
- 238º Battaglione di difesa territoriale (unità militare A4098)[29]
- 239º Battaglione di difesa territoriale (unità militare A4121)[30]
- 248º Battaglione di difesa territoriale (unità militare A4476)[31]
- 253º Battaglione d'assalto (unità militare A4706)[15]
- Battaglione fucilieri speciale "Škval"
- Battaglione sistemi senza pilota "Rugby Team"
- Unità di supporto

## Comandanti
- Colonnello Jurij Sin'kovs'kyj (marzo 2022 - maggio 2023)[32]
- Colonnello Dmytro Ostapenko (maggio 2023 - in carica)[33]